# Annika Line Trost
Annika Line Trost (* 21. Mai 1977 in West-Berlin) ist eine deutsche Sängerin, Songwriterin, Musikproduzentin, freie Autorin, Radiomoderatorin und Journalistin.

## Leben und Wirken
Trost wuchs in Berlin-Spandau auf. Sie spielte in ihrer Jugend in Sixties-Garagen-Bands Schlagzeug. Später sang sie beim Digital-Hardcore-Projekt Shizuo. 1998 gründete sie mit Gina V. D’Orio das Electropunk-Duo Cobra Killer. Unter dem Namen Trost produzierte und veröffentlichte sie zwei Soloalben.
Trost co-produzierte Teile des Albums Only Love der Schauspielerin Jasmin Tabatabai und 2007 ein bislang unveröffentlichtes Album der deutschen Indie-Rock-Band Tempeau um Jan Plewka und Marek Harloff.
Sie schrieb Songs für Die Prinzen, Sebastian Krumbiegel und Nena, arbeitete als Sängerin mit dem niederländischen Elektronikduo Arling & Cameron, der deutschen Rockband Selig, der Berliner Spaß-Country-Combo The BossHoss und spielte Synthesizer im Projekt Winona des schottischen Orchester- und Filmmusik-Produzenten Craig Armstrong. 2007 bildete sie zusammen mit Saam Schlamminger und Albert Pöschl das Münchner-Berliner Orient-Elektro-Punk-Projekt Blacken the Black.
Als freie Autorin und Journalistin arbeitete Trost unter anderem für die B.Z., Bild am Sonntag und das Rolling Stone Magazin. In der B.Z. erschien von 2006 bis 2020 ihre Kolumne Plattentrost, in der sie wöchentlich drei Musikveröffentlichungen rezensierte.
2015 veröffentlichte sie das Buch 75F – Ein Buch über wahre Größe über ihr Leben mit großen Brüsten. Darin berichtet sie pointiert über die geschlechterübergreifenden Reaktionen auf ihre ausgeprägte Physiognomie. Diese werde von der Umgebung wahlweise als Bedrohung, Einladung oder als „frauenfeindlich“ wahrgenommen. Trost versteht sich als sexpositive Feministin. Ein Filmangebot als „lesbische Nazi-Krankenschwester“ lehnte sie ab.
Für den RBB-Hörfunksender Radio Eins moderiert und produziert Annika Line Trost seit 2017 wöchentlich die Sendung Tanzhalle. Darüber hinaus trat sie ebenfalls bei Radio Eins in der Sendung Soundcheck als Musikkritikerin auf.
Trost ist Mutter von drei Söhnen. Vater des 2002 geborenen Sohnes ist der Schweizer Schlagzeuger Thomas Wydler. Vater der beiden anderen Söhne, geboren 2011 und 2017, ist der Grafikdesigner Sebastian Rohde. Gemeinsam mit ihm betreibt Trost eine Agentur für Grafikdesign und Kommunikation. Des Weiteren berät Trost namhafte Künstler und Künstlerinnen in Presseangelegenheiten. Mit ihrer Familie wohnt sie in Berlin-Spandau. 

## Bücher
- 75F – Ein Buch über wahre Größe, Fischer 2015, ISBN 978-3596030422,
  - als Hörbuch: 75F – Ein Hörbuch über wahre Größe, Argon 2015, ISBN 978-3839814000 (gesprochen von Annika Line Trost, Françoise Cactus, Jasmin Tabatabai, Brezel Göring, Oliver Rohrbeck, Elias Emken und Jacques Palminger).

## Diskografie
- 2004: Trost (FM 4.5.1)
- 2006: Trust Me (Four Music)

→ siehe auch: Diskografie von Cobra Killer für weitere Veröffentlichungen von Annika Line Trost.